# Lac Awtosiw
Lac Awtosiw är en sjö i Kanada.   Den ligger i regionen Mauricie och provinsen Québec, i den sydöstra delen av landet, 300 km nordost om huvudstaden Ottawa. Lac Awtosiw ligger 437 meter över havet. Arean är 0,92 kvadratkilometer. Den sträcker sig 1,8 kilometer i nord-sydlig riktning, och 1,0 kilometer i öst-västlig riktning.
I omgivningarna runt Lac Awtosiw växer i huvudsak blandskog. Trakten runt Lac Awtosiw är nära nog obefolkad, med mindre än två invånare per kvadratkilometer.